# Aspais d'Eauze
Pour les articles homonymes, voir Aspais.
Aspais d'Eauze, appelé Aspasius ou encore Aspase est métropolitain d'Elusa (évêque d'Eauze), en Novempopulanie (France) au VIe siècle. 

## Présence aux conciles

Le concile d'Eauze en 551 (en turquoise)

Aspasius est signataire au IIe concile d'Orléans (533), sous la présidence de Honorat de Bourges, archevêque de Bourges. Il faisait partie des vingt-six évêques présents, dont saint Flavius ou Flieu de Rouen, saint Léon de Sens, Injuriosus de Tours, saint Julien de Vienne. 
Il souscrit également entre les archevêques et les métropolitains aux IVe (541) et Ve (549) concile d'Orléans. Il est également signataire au IIe concile d'Auvergne (concile de Clermont en 549).

### Concile d'Eauze
Aspasius convoque les évêques, le concile a lieu le 1er février 551 à Eauze (cet évêché sera transféré à Auch en 879), et comporte sept canons. Les autres signataires sont Julien (Julianus) évêque de Bigorre (Tarbes), Proculejanus évêque d'Auch, Liberius évêque d'Acqs (Dax), Théodore évêque de Couserans, Amélius évêque de Cominges (Comminges), ainsi que trois autres suffragants.

## L'évêque d'Eauze et saint Aspais
Un saint Aspais, dont rien n'est trouvé sur sa vie, est inscrit au 1er janvier dans l'ancien martyrologe de l'église collégiale Notre-Dame de Melun, où repose ses ossements dans une châsse derrière l'autel.  Il est célébré le jour suivant, le 2 janvier. Sébastien Roulliard, dans Histoire de Melun a cru bon de le confondre avec Aspasius, l'évêque d'Eauze, avec beaucoup d'erreurs. Saint Aspais de Melun n'aurait été que confesseur non pontife,. Une église dédiée à Saint-Aspais à Melun fut bâtie sous le règne de Hugues Capet, puis reconstruite au XVIe siècle.